# Estadi Municipal de Mondercange
L'Estadi Municipal de Mondercange és un estadi de futbol a la ciutat de Mondercange, al sud-oest de Luxemburg. Actualment és l'estadi del Football Club Mondercange. Té capacitat per a 3.500 persones.